# Tempora mutantur
Tempora mutantur - латинская пословица, которая в переводе означает "времена меняются". Полностью она звучит в форме гекзаметра "tempora mutantur, et nos mutamur in illis", что переводится как "времена меняются, и мы меняемся вместе с ними". Это суждение - паремия, стремящаяся выразить истину о мире и человеке.

## Происхождение пословицы
Сама идея, что изменения постоянны, что реальность постоянно меняется, восходит к греческому философу Гераклиту. Классическую формулировку на греческом "τἀ πἀντα ρει" можно перевести на латынь как "omnia mutantur", т.е. "всё изменяется". Яркий пример идеи изменения можно найти в "Метаморфозах" Овидия. Фраза "Omnia mutantur et nos mutamur in illis" приписывается Лотарю I согласно Матиасу Борбониусу. Фраза также ошибочно приписывалась Цицерону.
Эта пословица стала одной из тем, встречающихся в литературе, наряду с "Tempus fugit", т.е. "время бежит".